# Іргізли
Іргізли́ (рос. Иргизлы, башк. Ырғыҙлы) — присілок у складі Бурзянського району Башкортостану, Росія. Адміністративний центр Іргізлинської сільської ради.
Населення — 366 осіб (2010; 403 в 2002).
Національний склад:
- башкири — 65%
- росіяни — 30%

## Видатні уродженці
- Шафікова Аміна Івнієвна — заслужена артистка Башкортостану, Міністр культури Республіки Башкортостан.